# البحيرات السبع في طرابزون
'البحيرات السبع في طرابزون'، تركيا، تُعد من أجمل المناطق الطبيعية التي يمكن زيارتها في منطقة البحر الأسود. وهي منطقة سياحية مشهورة تعرف باسم "أوزنجول" (Uzungöl)، لكن يطلق البعض أيضًا تسمية "البحيرات السبع" على عدد من البحيرات الجبلية الصغيرة الموجودة في هذه المنطقة وما حولها، والتي تتميز بطبيعتها الخلابة والهدوء.

### موقع البحيرات
- تقع البحيرات السبع في منطقة جبال زيغانا (Zigana)، على بعد حوالي 50 كم إلى الجنوب الشرقي من مدينة طرابزون، بالقرب من قرية أوزنجول، وهي ضمن نطاق حديقة كايكارا الوطنية.

### وصف البحيرات
- البحيرات الجبلية: البحيرات السبع هي عبارة عن مجموعة من البحيرات الصغيرة المنتشرة في سلسلة جبال زيغانا.
- البحيرات تتميز بمياهها الصافية ومحاطة بالغابات الكثيفة والأشجار الجبلية مثل أشجار الصنوبر والزان.
- البحيرات تقع في أماكن مرتفعة وتتمتع بمناظر طبيعية رائعة بفضل تكوينها الجيولوجي وجوها الجبلي البارد.

### الأنشطة السياحية
- التنزه الجبلي: المنطقة مثالية لعشاق المشي لمسافات طويلة وسط الطبيعة، حيث يمكن التنزه بين الجبال والبحيرات.
- التصوير: المناظر الطبيعية الخلابة والمشاهد الجبلية تجذب الكثير من المصورين، خصوصًا في فصول الخريف والربيع.
- التخييم: توفر البحيرات مناطق هادئة للتخييم تحت السماء المفتوحة، وتعتبر من أفضل الوجهات لمحبي التخييم في تركيا.
- الاسترخاء: البحيرات السبع تُعد وجهة مثالية للاسترخاء والتمتع بالهدوء بعيدًا عن الحياة المدنية الصاخبة.

### الوصول إلى البحيرات
- للوصول إلى البحيرات، يحتاج الزائر إلى اتباع طرق جبلية غير معبدة، لذلك من الأفضل استخدام سيارات دفع رباعي.
- يمكن الوصول إليها عبر قرية أوزنجول أو من طريق زيغانا المار من مدينة جوموشانة القريبة من طرابزون.

### مميزات المنطقة
- تتميز هذه البحيرات بمناخ معتدل صيفًا وبارد شتاءً، وقد تتساقط الثلوج في فصل الشتاء.
- البحيرات تتواجد في بيئة جبلية هادئة وبعيدة عن ضوضاء المدينة، ما يجعلها وجهة رائعة للهروب من صخب الحياة اليومية.